# Всё путём
«Всё путём» (англ. Everybody's Fine; другое название — «У них всё хорошо») — американский драматический фильм режиссёра Кирка Джонса, являющийся ремейком итальянского фильма Джузеппе Торнаторе «У всех всё в порядке» (1990).

## Сюжет
Немолодой вдовец Фрэнк Гуд (Де Ниро), всю жизнь тяжело работавший, чтобы поставить на ноги четверых, теперь уже взрослых детей, ждёт их в гости. Куплены новый гриль и дорогое вино. Но дети один за другим отменяют визит к отцу. Раздосадованный, он решается навестить их сам вопреки запрету своего врача. Приехав в Нью-Йорк и не застав дома сына-художника Дэвида, он едет в Чикаго к дочери Эми (Бекинсэйл), которая мотивировала отказ от приезда болезнью сына-отличника. Та не рада визиту отца: оказалось, что сын здоров, но учится совсем не блестяще, а с мужем Эми рассталась. Уже на следующий день Фрэнк отправляется к сыну Роберту в Денвер. В это время Эми узнаёт, что с Дэвидом что-то произошло в Мексике, и выезжает туда, предварительно по телефону запретив Роберту и сестре Рози сообщать что-нибудь отцу до выяснения всех деталей. Роберт (Рокуэлл) писал отцу, что дирижирует оркестром и пишет музыку, но оказывается, что он всего лишь рядовой музыкант группы ударных инструментов. Он старается отделаться от отца, и Фрэнк сразу же отправляется в Лас-Вегас к дочери Рози. На вокзале бездомный пытается отобрать у Фрэнка деньги; это ему не удаётся, и он растаптывает пузырёк с лекарством, который Фрэнк обронил во время стычки. Лекарство рассчитано на регулярный приём, а купить новое без рецепта невозможно. Поздно ночью Рози (Бэрримор) встречает отца и отвозит в шикарные апартаменты, но выясняется, что квартира не её, а вот малыш, которого ей якобы оставляет соседка, — как раз её. Фрэнк пытается понять, почему его дети всегда и всё рассказывали своей матери, а ему предпочитали лгать или отмалчиваться.
Из-за потерянного лекарства Фрэнк вынужден как можно скорее попасть домой. В самолёте с ним происходит сердечный приступ, который без таблеток он не может купировать. Проносящиеся перед ним картины прошлой жизни проясняют, какие его поступки повлекли сегодняшнее отношение к нему детей. Очнувшись в больнице после перенесенного инфаркта, он видит у своей постели Эми, Роберта и Рози. Фрэнк требует от детей сообщить ему, что случилось с Дэвидом, и узнает, что тот скончался в Мексике от передозировки наркотиков. Теперь каждый член семьи переживает не только какую-то личную драму, но и общую трагедию. Финал по-голливудски оптимистичен — преодолевшая горести семья собирается за рождественским столом.

## В ролях
- Роберт Де Ниро — Фрэнк Гуд
- Дрю Бэрримор — Рози Гуд
  - Маккензи Милоун — Рози в детстве
- Кейт Бекинсейл — Эми Гуд
  - Ли Мо Шин — Эми в детстве
- Сэм Рокуэлл — Роберт Гуд
  - Шеймус Дейви-Фицпатрик — Роберт в детстве
- Остин Лайзи — Дэвид Гуд
  - Чендлер Франц — Дэвид в детстве
- Кэтрин Мённиг — Джилли
- Люсиан Мейсел — Джек
- Дэмиан Янг — Джефф
- Мелисса Лео — Коллин
- Джеймс Фрейн — Том
- Соня Стюарт — Джин Гуд

## Отзывы критиков
Критика нейтральна, с лёгким негативным и ироничным уклоном.
«Американизированный ремейк Stanno Tutti Bene прекрасно сыгранный очень хорошей командой во главе с Робертом Де Ниро, который удобно устроился в ботинках, разношенных Марчелло Мастроянни» Майкл Филлипс // Лос-Анджелес Таймс (4 декабря 2009 года) 
«Кирк Джонс получил недавно премию за телевизионную рекламу водки „Абсолют“. Я не думаю, что он получит ещё какие-либо премии в ближайшее время, особенно за „У них всё хорошо“»
Питер Трейверс // Роллинг Стоун Мувиз Ревю (2009) 